# Центральна збагачувальна фабрика «Селидівська»
Центральна збагачувальна фабрика «Селидівська» — проєкт розроблено «Дніпродіпрошахтом». Введена в дію в 1961 році як групова фабрика для збагачення газового вугілля для енергетичних цілей. Проєктна виробнича потужність 1200 тис. тонн на рік. Технологія збагачення за проєктом передбачала відсадку некласифікованого вугілля. В процесі експлуатації технологічну схему було модернізовано: у 1965 році впроваджено флотацію шламів, у 1969 році — важкосередовищну сепарацію для крупного (+13 мм) класу вугілля. Відповідно освоєно операцію підготовки вугілля за крупністю та зневоднення флотоконцентрату. Освоєння флотації в умовах фабрики «Селидівська» відзначалося особливою складністю у зв'язку зі специфічною несприятливою характеристикою якості збагачуваних шламів. Виробнича потужність фабрика доведена до 2000 тис. тонн на рік. З 1995 року фабрика збагачує газове вугілля, призначене для коксування.
Місце знаходження: м. Селидове, Донецька обл., залізнична станція Новогродівка.